# Cybaeus kiuchii
Cybaeus kiuchii är en spindelart som beskrevs av Komatsu 1965. Cybaeus kiuchii ingår i släktet Cybaeus och familjen vattenspindlar. Inga underarter finns listade i Catalogue of Life.